# Kujavica
Kujavica (cyr. Кујавица) – wieś w Serbii, w okręgu maczwańskim, w gminie Vladimirci. W 2011 roku liczyła 198 mieszkańców.